# Tangle
Tangle es un drama australiano nominado a los premios Logie transmitido del 1 de octubre del 2009 hasta el 29 de abril del 2012 por la cadena Showcase. La serie se centró en familias cuyos integrantes se ven envueltos en un laberinto de dinero, amor, sexo y política.
Tangle contó con la participación de actores invitados como Alison Whyte, Luke Hemsworth, Jane Allsop, Kate Jenkinson, Lliam Amor, Maude Davey, Tony Nikolakopoulos, Richard Sutherland, Fiona Harris, Ryan Corr, Marta Kaczmarek, Tim Draxl, entre otros.
El 13 de diciembre del 2010 la serie fue renovada para una tercera temporada la cual comenzó sus producciones el 20 de junio del 2011 y se estrenó el 25 de marzo del 2012.

## Historia
Tangle giró en torno a las vidas entrelazadas de las familias Kovac y Williams y su red de amigos y familia extendida.
Durante la primera temporada Nat Manning regresa a su ciudad natal de Melbourne después de pasar 10 años en Inglaterra en el circuito menor de celebridades. Nat comienza a crear estragos en la vida de las dos familias que de por sí ya se encuentran luchando con el peso de sus miles de secretos.
Ally Kovac es la devota esposa del constructor Vince, madre de Romeo & Gigi, y hermana de Nat. Mientras que el doctor y mejor amigo de Ally, Gabriel Lucas se encuentra secretamente enamorado de ella.
Por otro lado el político Tim Williams tuvo una aventura con Nat, 15 años atrás y como resultado del romance Nat quedó embarazada de Max quien ahora se encuentra bajo el cuidado de Tim y su esposa Christine Williams quienes después de arreglar su matrimonio ahora y luchar por la custodia de Max ganan. 
La recién divorciada Em está teniendo un romance con Vince. Mientras tanto la hija de Em, Charlotte se debate entre el amor de Romeo y el primo de este, Max. 
Durante la segunda temporada el hermano de Vince, Joe Kovac regresa con la esperanza de ser parte de una familia y cuando Spiros Georgiades es reclutado como consejero político de Tim, inmediatamente se siente atraído por Christine.
Durante la tercera temporada se les une Michael Chubievsky, un hombre del pasado de Nat y Ally. Se centra en cómo las personas se separan unas de otras y cómo los lazos de familia se ven perjudicados.

## Personajes
| Actor                | Personaje          | Trabajo      | N.º de episodios | Temporada   |
| -------------------- | ------------------ | ------------ | ---------------- | ----------- |
| Justine Clarke       | Ally Kovac         | Ama de Casa  | 22               | 2009 - 2012 |
| Kat Stewart          | Nat Manning        | Presentadora | 22               | 2009 - 2912 |
| Catherine McClements | Christine Williams | Psicóloga    | 22               | 2009 - 2012 |
| Joel Tobeck          | Tim Williams       | Político     | 22               | 2009 - 2012 |
| Lincoln Younes       | Romeo Kovac        | Estudiante   | 22               | 2009 - 2012 |
| Eva Lazzaro          | Gigi Kovac         | Estudiante   | 22               | 2009 - 2012 |
| Blake Davis          | Max Williams       | Estudiante   | 22               | 2009 - 2012 |
| Matt Day             | Gabriel Lucas      | Doctor       | 22               | 2009 - 2012 |
| Kick Gurry           | Joe Kovac          | -            | 12               | 2010 - 2012 |

### Personajes Recurrentes
| Actor                 | Personaje                 | Ocupación  | Episodios | Duración    |
| --------------------- | ------------------------- | ---------- | --------- | ----------- |
| Georgia Flood         | Charlotte Barker          | Estudiante | 19        | 2009 - 2012 |
| Tony Rickards         | Billy Hall                | -          | 13        | 2009 - 2012 |
| Maude Davey           | Agatha                    | -          | 6         | 2009 - 2012 |
| Kate Jenkinson        | Melanie                   | -          | 6         | 2009 - 2012 |
| Jane Allsop           | Tanya Hicks               | -          | 10        | 2010, 2012  |
| Lucia Emmerichs       | Ophelia Hicks Kovac       | -          | 10        | 2010, 2012  |
| Dan Wyllie            | Michael "Chub" Chubievsky | -          | 5         | 2012        |
| Michael Clarke-Tokely | Luke Wintle               | -          | 5         | 2012        |
| Nicholas Bell         | Sean Roscoe               | -          | 5         | 2012        |
| Ben Schumann          | Harvey                    | -          | 5         | 2012        |
| Elle Mandalis         | Ms. Pappas                | -          | 5         | 2012        |

### Antiguos Personajes
| Actor             | Personaje                     | Trabajo            | N.º de episodios | Temporada   | Estado | Notas                                       |
| ----------------- | ----------------------------- | ------------------ | ---------------- | ----------- | ------ | ------------------------------------------- |
| Reef Ireland      | Ned Dougherty                 | -                  | 11               | 2009 - 2011 | -      | -                                           |
| Ben Mendelsohn    | Vincent Michael "Vince" Kovac | Constructor        | 10               | 2009        | Muerto | murió luego de ser atropellado por un coche |
| John Brumpton     | Bryan Dougherty               | -                  | 10               | 2009        | -      | -                                           |
| Lucia Mastrantone | Em Barker                     | -                  | 9                | 2009        | -      | -                                           |
| Simon Maiden      | Stan                          | -                  | 9                | 2009        | -      | -                                           |
| Frank Gallacher   | Pat Mahady                    | -                  | 7                | 2009        | -      | -                                           |
| Madeleine Jay     | Kelly                         | -                  | 7                | 2009 - 2011 | -      | -                                           |
| Don Hany          | Spiros Georgiades             | Consejero Político | 6                | 2010 - 2011 | -      | -                                           |
| Alicia Banit      | Leah                          | -                  | 6                | 2009        | -      | -                                           |
| Todd MacDonald    | Paul                          | -                  | 4                | 2010        | -      | -                                           |
| Adam Zwar         | Huey Moss                     | -                  | 2                | 2010        | -      | -                                           |
| Leah Vandenberg   | Elle                          | -                  | 2                | 2010        | -      | -                                           |

## Episodios
La primera temporada estuvo conformada por 10 episodios y la segunda temporada por tan solo 6 episodios.

## Premios y nominaciones
La serie y algunos de sus actores y actrices han recibido varias nominaciones a los premios ASTRA y Logie, entre sus actores nominados se encuentran las actrices Kat Stewart, Justine Clarke, Catherine McClements y Eva Lazzaro, quienes han sido nominadas en categorías como "actriz más destacada" o por "interpretación femenina más destacada".
Entre los hombres han sido nominados los actores Ben Mendelsohn y Matt Day.
| Año  | Categoría                                                      | Premio                           | Nominada (o)                | Resultado |
| ---- | -------------------------------------------------------------- | -------------------------------- | --------------------------- | --------- |
| 2013 | Most Outstanding Performance by an Actor–Female                | ASTRA Award                      | Justine Clarke              | Nominada  |
| 2013 | Most Outstanding Performance by an Actor–Female                | ASTRA Award                      | Catherine McClements        | Ganó      |
| 2013 | Most Outstanding Performance by an Actor–Female                | ASTRA Award                      | Eva Lazzaro                 | Nominada  |
| 2013 | Most Outstanding Performance by an Actor–Male                  | ASTRA Award                      | Dan Wyllie                  | Nominado  |
| 2013 | Most Outstanding Performance by an Actor–Male                  | ASTRA Award                      | Lincoln Younes              | Ganó      |
| 2013 | Most Outstanding Drama                                         | ASTRA Award                      | Tangle                      | Ganó      |
| 2013 | Most Outstanding Actress                                       | Silver Logie Award               | Catherine McClements        | Nominada  |
| 2013 | Most Outstanding Drama Series                                  | Silver Logie Award               | Tangle                      | Nominado  |
| 2013 | Best Television Drama Series                                   | AACTA Award                      | John Edwards e Imogen Banks | Nominados |
| 2011 | Out of the Box                                                 | IF Award                         | Blake Davis                 | Nominado  |
| 2011 | Best Music for a Television Series (episodio "Lost and Found") | Screen Music Award               | Byron Marks                 | Nominado  |
| 2011 | Most Outstanding Performance By A Male Actor                   | ASTRA Award                      | Don Hany                    | Nominado  |
| 2011 | Most Outstanding Performance By A Female Actor                 | ASTRA Award                      | Justine Clarke              | Nominada  |
| 2011 | Most Outstanding Performance By A Female Actor                 | ASTRA Award                      | Catherine McClements        | Ganó      |
| 2011 | Most Outstanding Drama                                         | ASTRA Award                      | Tangle                      | Nominado  |
| 2011 | Most Popular Actor                                             | Silver Logie Award               | Don Hany                    | Nominado  |
| 2011 | Most Outstanding Actress                                       | Silver Logie Award               | Justine Clarke              | Nominada  |
| 2010 | Best Lead Actress in a Television Drama                        | AFI Award                        | Catherine McClements        | Ganó      |
| 2010 | Best Lead Actress in a Television Drama                        | AFI Award                        | Justine Clarke              | Nominada  |
| 2010 | Best Television Drama Series                                   | AFI Award                        | John Edwards e Imogen Banks | Nominados |
| 2010 | Best Direction in Television (episodio: Lost and Found)        | AFI Award                        | Emma Freeman                | Nominada  |
| 2010 | Best Screenplay in Television (episodio: Sleepwalking)         | AFI Award                        | Fiona Seres                 | Nominada  |
| 2010 | Best Aussie Drama                                              | TV Tonight Award                 | Tangle                      | Nominado  |
| 2010 | Best Music for a Television Series (temporada 1, episodio 1)   | Screen Music Award               | Bryony Marks                | Nominado  |
| 2010 | Most Outstanding Drama Series, Miniseries or Telemovie         | Logie Award                      | Tangle                      | Nominado  |
| 2010 | Most Outstanding Actress                                       | Logie Award                      | Kat Stewart                 | Nominada  |
| 2010 | Most Outstanding Actor                                         | Silver Logie Award               | Ben Mendelsohn              | Nominado  |
| 2010 | Most Outstanding Actress                                       | Silver Logie Award               | Justine Clarke              | Nominada  |
| 2010 | Media Super Out of the Box                                     | IF Award                         | Eva Lazzaro                 | Nominada  |
| 2010 | Most Outstanding Drama                                         | ASTRA Award                      | Tangle                      | Nominado  |
| 2010 | Most Outstanding Performance By An Actor                       | ASTRA Award                      | Ben Mendelsohn              | Ganó      |
| 2010 | Most Outstanding Male Performance By An Actor                  | ASTRA Award                      | Matt Day                    | Nominado  |
| 2010 | Most Outstanding Female Performance By An Actor                | ASTRA Award                      | Justine Clarke              | Ganó      |
| 2010 | Most Outstanding Female Performance By An Actor                | ASTRA Award                      | Catherine McClements        | Nominada  |
| 2010 | Best New Talent                                                | ASTRA Award                      | Eva Lazzaro                 | Nominada  |
| 2010 | Television Drama Serie (temporada 1, episodio 9)               | Australian Directors Guild Award | Stuart McDonald             | Ganó      |
| 2010 | Best Television Theme (temporada 1, episodio 1)                | Screen Music Awards              | Byrony Marks                | Nominado  |
| 2010 | Best Music for a Television Series or Serial                   | Screen Music Awards              | Byrony Marks                | Nominado  |

## Producción
Tangle, filmada en Melbourne, empezó sus transmisiones el 1 de octubre del 2009.
La serie está escrita por Fiona Seres, Tony McNamara & Judi McCrossin, y es dirigida por Jessica Hobbs, Matthew Saville & Stuart McDonald.
La segunda temporada de la serie fue anunciada y se filmó del 1 de febrero al 19 de marzo del 2010. La segunda temporada contó con solo seis episodios, en comparación con los diez de la primera temporada, debido a que el canal Showcase se encontraba financiando la serie Cloudstreet. 
La segunda temporada comenzó sus transmisiones el 20 de julio de 2010 y los actores Don Hany y Kick Gurry se unieron al elenco principal.
El 12 de diciembre de 2010 se anunció que la serie sería renovada para una tercera temporada, la cual comenzará sus producciones en junio del 2011. Las actrices Justine Clarke, Catherine McClements y Kat Stewart han confirmado su regreso para la nueva temporada, se espera que los actores Don Hany, Kick Gurry y Matt Day también regresen, sin embargo es probable que el actor Joel Tobeck no regrese ya que se encuentra en Estados Unidos.